# Sea Life Centre

Logo von Sea Life

Sea Life ist eine weltweite Kette von Aquarien, die 1979 mit der Eröffnung des ersten Sea Life Centre in Oban, Schottland, begann. Ursprünglich im Besitz der britischen Vardon Attractions Ltd., wurde die Kette 1999 durch eine Management-Beteiligung in die Merlin Entertainments Group überführt, die seither Sea Life und andere Attraktionen wie Museen und Freizeitparks betreibt. Merlin Entertainments beschäftigt in der Hauptsaison etwa 13.000 Mitarbeiter und hat sich als eines der führenden Unternehmen im Unterhaltungssektor etabliert.

## Geschichte und Betrieb
Sea Life wurde 1979 mit der Eröffnung des ersten Sea Life Centre in Oban, Schottland, gegründet. Ursprünglich im Besitz der britischen Vardon Attractions Ltd., wuchs die Kette bis 1992 auf neun Standorte in Großbritannien.
In den 1990er Jahren begann Sea Life mit einer intensiven Expansion, angeführt durch die Renovierung des historischen Aquariums in Brighton, bei der die Haltung von Delfinen eingestellt wurde. Neue Standorte wurden in Europa, den USA und Asien eröffnet, darunter in Deutschland, wo Sea Life heute mehrere Aquarien betreibt. Die Standorte sind für eine Betriebsdauer von 10 bis 15 Jahren ausgelegt, nach der weniger rentable oder technisch veraltete Anlagen verkauft werden. 
1999 wurde Sea Life durch eine Management-Beteiligung von der Merlin Entertainments Group übernommen, die damals durch die Übernahme von Vardon Attractions Ltd. entstand. Merlin Entertainments, das heute in der Hauptsaison etwa 13.000 Mitarbeiter beschäftigt, integrierte Sea Life in sein Portfolio, das neben Aquarien auch Freizeitparks wie Alton Towers und Museen wie Madame Tussauds umfasst. Die Übernahme ermöglichte eine internationale Expansion und eine professionalisierte Betriebsstruktur.
Merlin Entertainments setzte die globale Expansion fort, unter anderem mit Investitionen in Schwellenländern. Im November 2015 kündigte das Unternehmen an, über 10 Jahre 50 Millionen Pfund in Indien zu investieren, um neue Sea Life Centre zu eröffnen. Dennoch gab es auch Schließungen, etwa das Sea Life Centre in Berlin, das im Dezember 2024 nach dem Platzen des AquaDoms 2022 und einer kurzen Wiedereröffnung 2023 aufgrund niedriger Besucherzahlen geschlossen wurde. Weitere Schließungen betrafen Königswinter (2022) und Bray, Irland (2023).
Im Februar 2025 berichteten Medien, dass Merlin Entertainments den Verkauf einiger Sea Life Aquarien in Großbritannien und international prüft, um Investitionen in wachstumsstärkere Attraktionen wie Legoland-Parks und Themenparks zu priorisieren. Die Investmentbank Rothschild wurde beauftragt, diesen Schritt zu analysieren. Die Standorte in London, Birmingham und Manchester sollen von der Überprüfung ausgenommen sein.
Sea Life betreibt derzeit über 40 Aquarien weltweit und bleibt eine der bekanntesten Aquarienketten. Unter der Leitung von Merlin Entertainments, das 2019 von einem Konsortium unter Führung von Kirkbi (der Investmentgesellschaft der Lego-Gründerfamilie), Blackstone und dem Canada Pension Plan Investment Board für etwa 6 Milliarden Pfund übernommen wurde, passt sich Sea Life an veränderte Marktbedingungen an.

## Standorte

### Deutschland
| Bild | Standort            | Eröffnung | Bemerkung |
| ---- | ------------------- | --------- | --- |
|      | Günzburg (Legoland) | 2009      | Das Aquarium ist im Eintrittspreis des Legoland Deutschland enthalten. |
|      | Hannover            | 2000      | Erstes fast vollständiges tropisches Centre, errichtet im ehemaligen Regenwaldhaus im Berggarten. Der Regenwald ist erhalten geblieben. Das Tiefseebecken fasst 300.000 Liter Wasser. Sonderausstellung: „Octopus Garden“ (2013). Das große Ozeanbecken mit Haien und Meeresschildkröten ist 4 m tief und für die Besucher durch einen 8 m langen Acrylglastunnel zu beobachten. Seit 2012 sind zwei Kubakrokodile zu sehen, die aus dem Sea Life Centre in Speyer stammen. Damit ist Hannover das zweite Sea Life Centre in Deutschland, das Kubakrokodile hält. Ein Croc-Walk dient als gläserne Brücke über das Krokodilbecken. |
|      | Konstanz            | 1999      | Das Konstanzer Sea Life Centre zeigt die Unterwasserwelt von Rhein und Bodensee. Die Unterwasserreise führt von der Quelle des Rheins in den Alpen und folgt seinem Lauf über den Bodensee und Rotterdam bis zur Nordsee. Ein acht Meter langer Acryltunnel führt mitten durch das 320.000-Liter-Rote-Meer-Becken. Schwarzspitzenriffhaie und zwei grüne Meeresschildkröten schwimmen über den Köpfen der Besucher. Außerdem werden zehn Eselspinguine gezeigt. |
|      | München             | 2006      | Im Sea Life Centre in München wird das Leben in Isar und Donau bis ins Schwarze Meer und Mittelmeer dargestellt. |
|      | Oberhausen          | 2004      | In Oberhausen wird das Leben im Atlantik mit über 20.000 Tieren in über 100 Arten dargestellt. Tropische Lagune mit Haien. Im Großbecken, unter dem auch ein Schautunnel durchläuft, leben mehrere Haiarten sowie zwei Meeresschildkröten. Das Sea Life Centre Oberhausen erhielt während der Fußball-Weltmeisterschaft 2010 große Aufmerksamkeit durch den Kraken Paul, der als Orakel den Ausgang der Spiele der deutschen Nationalmannschaft und des Finales richtig voraussagte. Für den (mittlerweile verstorbenen) Kraken existiert am Ende des Durchgangs ein Denkmal. Im Jahr 2012 bestand eine Sonderausstellung mit Krebsen, Krabben und Hummern. Neben Becken mit entsprechenden Exemplaren waren auch große Infotafeln vorhanden, die viele (für den Laien kuriose) Informationen bereithielten. |
|      | Speyer              | 1999      | Das Sea Life Speyer zeigt den Besuchern die Unterwasserwelt des Rheins von der Quelle in den Alpen bis zur Mündung in die Nordsee. Den Besuchern wird ein Rundgang durch die Unterwasserwelt geboten, der in das 320-Kubikmeter-Ozeanbecken mündet. Durch das 5 m tiefe Ozeanbecken führt ein 8 m langer Acrylglastunnel. Seit 2011 zeigt der Sea-Life in Speyer in einer erweiterten Anlage Kubakrokodile. Zwischen Hafenbereich, Schiffswrack und Shop befindet sich auch ein SOS-Informationsraum mit Hinweis auf diverse SOS-Kampagnen der Sea-Life-Aquarien. |
|      | Timmendorfer Strand | 2001      | Das Sea Life Centre zeigt die Lebensräume der Gewässer in Schleswig-Holstein von den Bächen bis Nord- und Ostsee, außerdem ein großes tropisches Ozeanbecken. |

### Vereinigtes Königreich

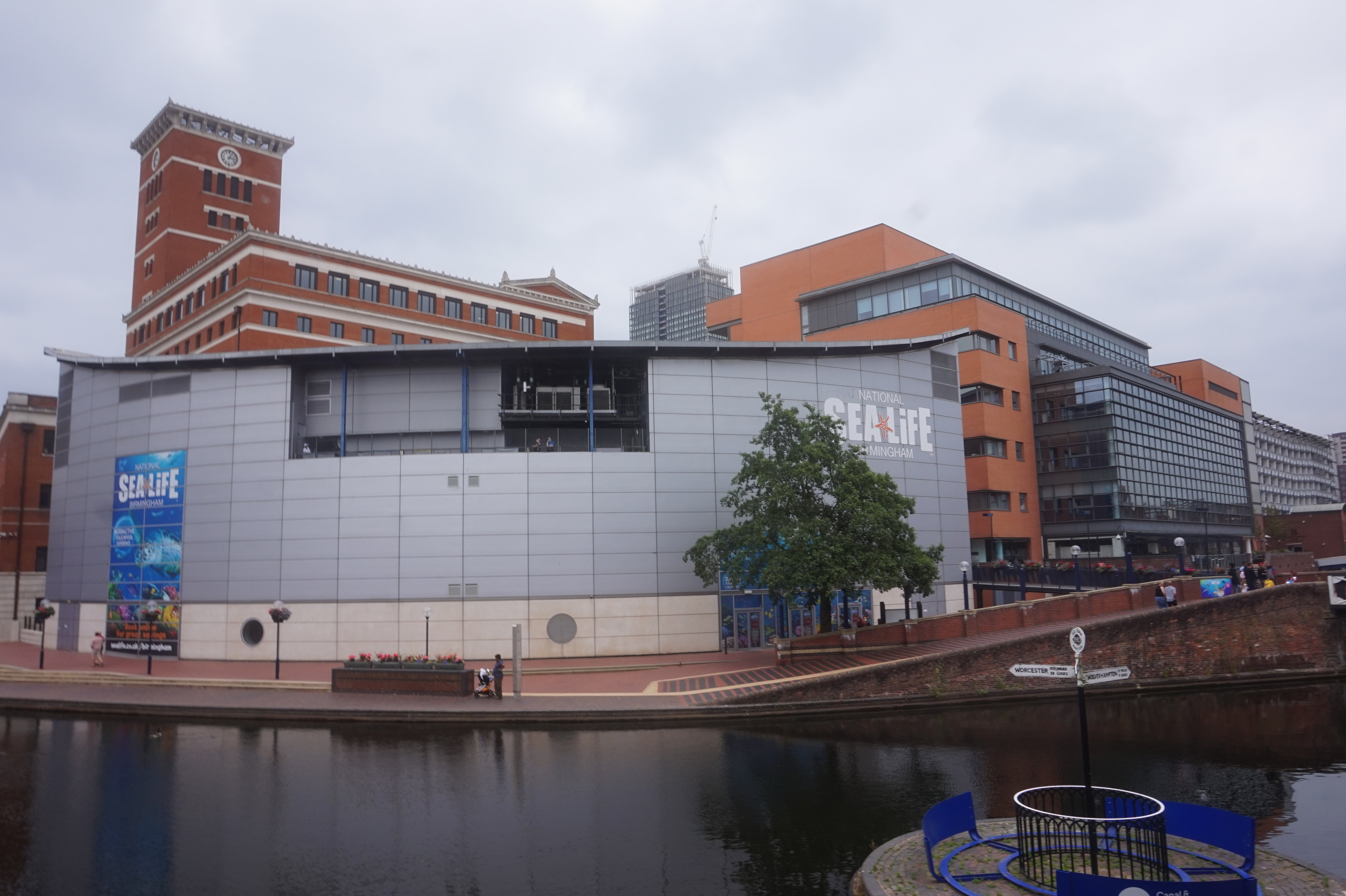
Birmingham
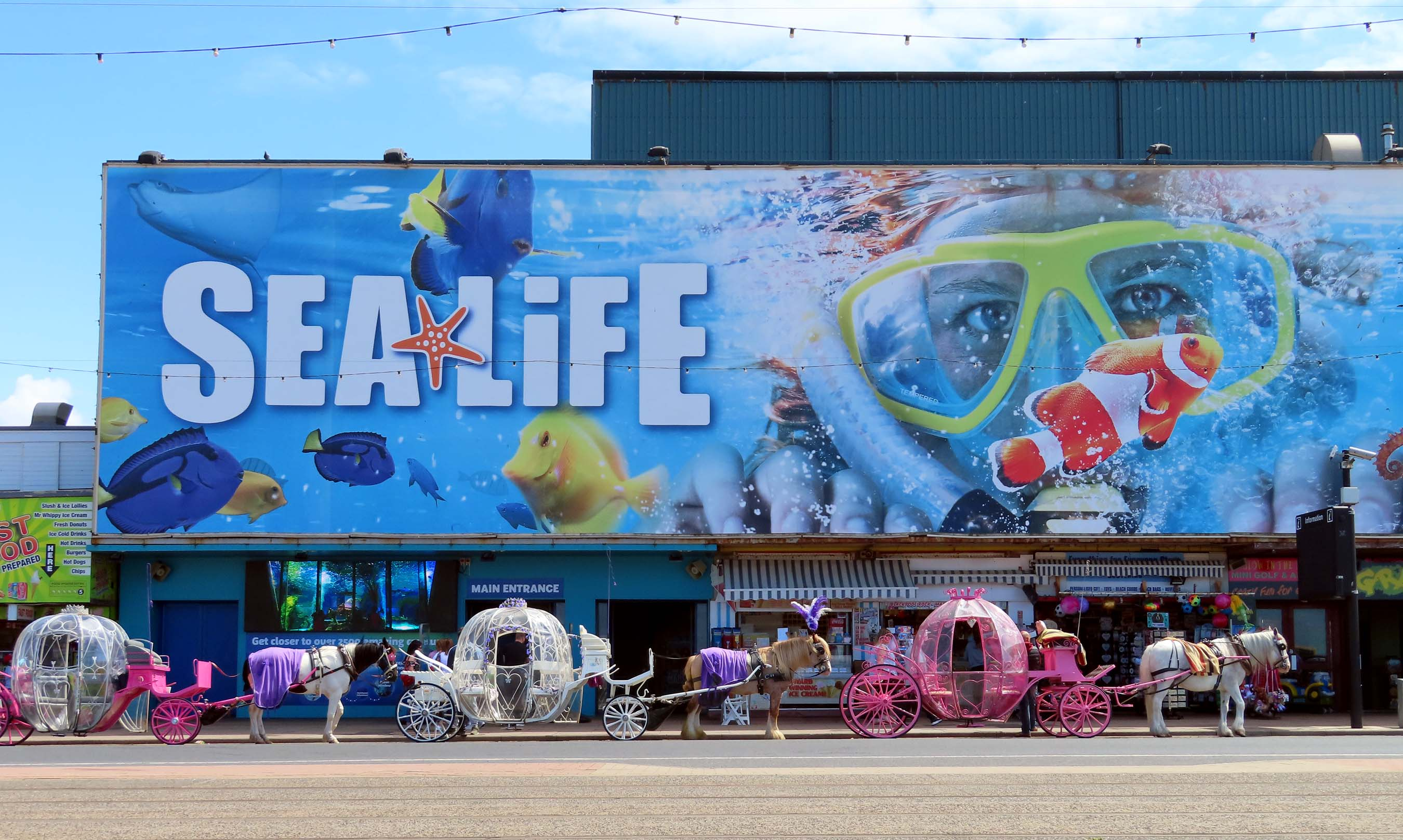
Blackpool
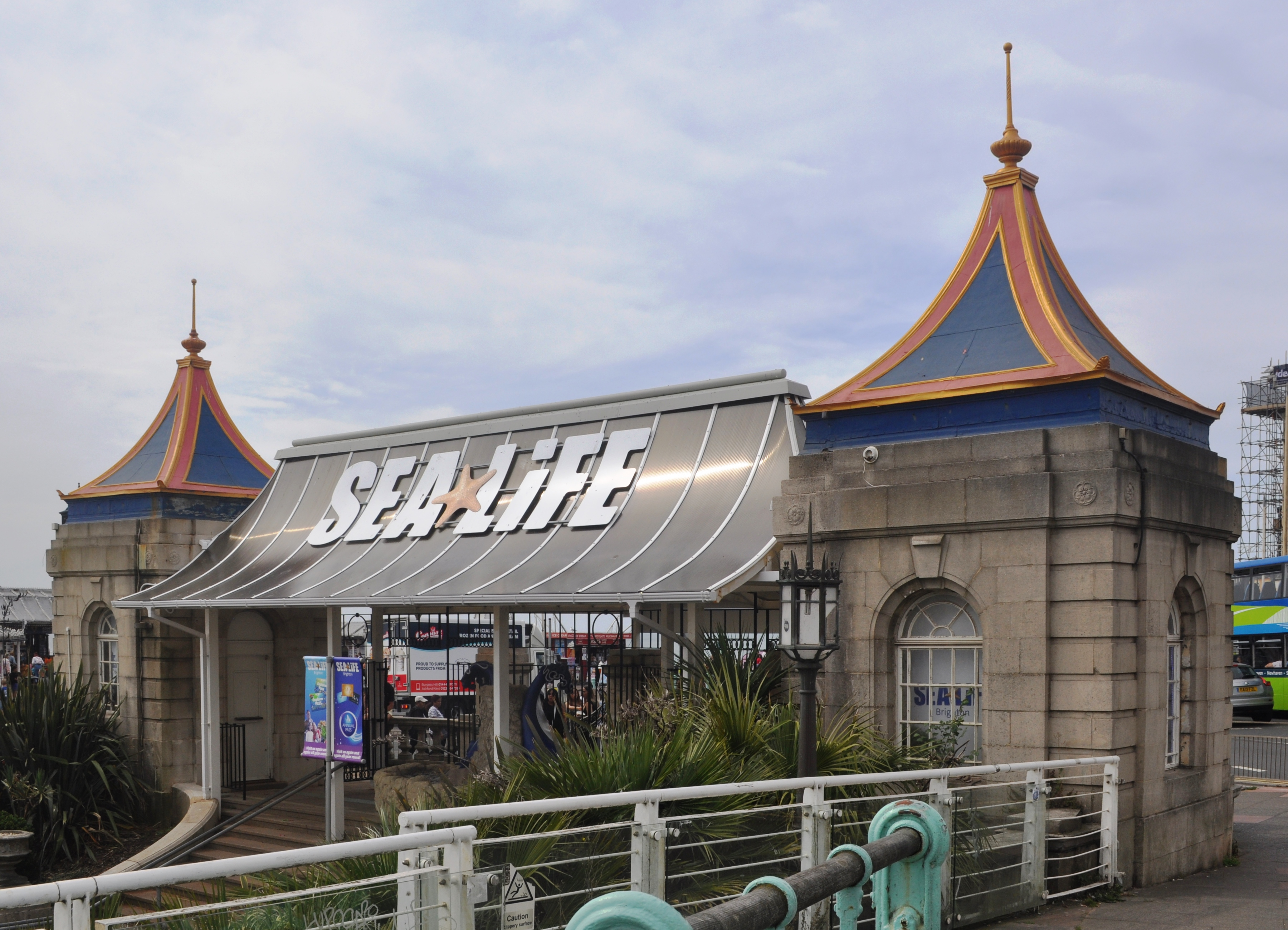
Brighton
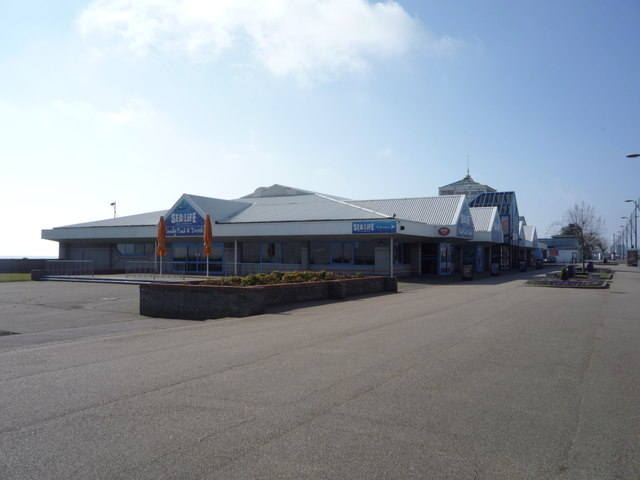
Great Yarmouth
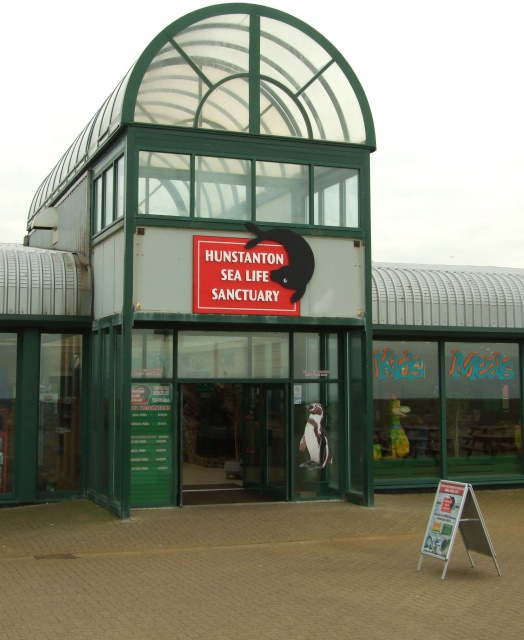
Hunstanton
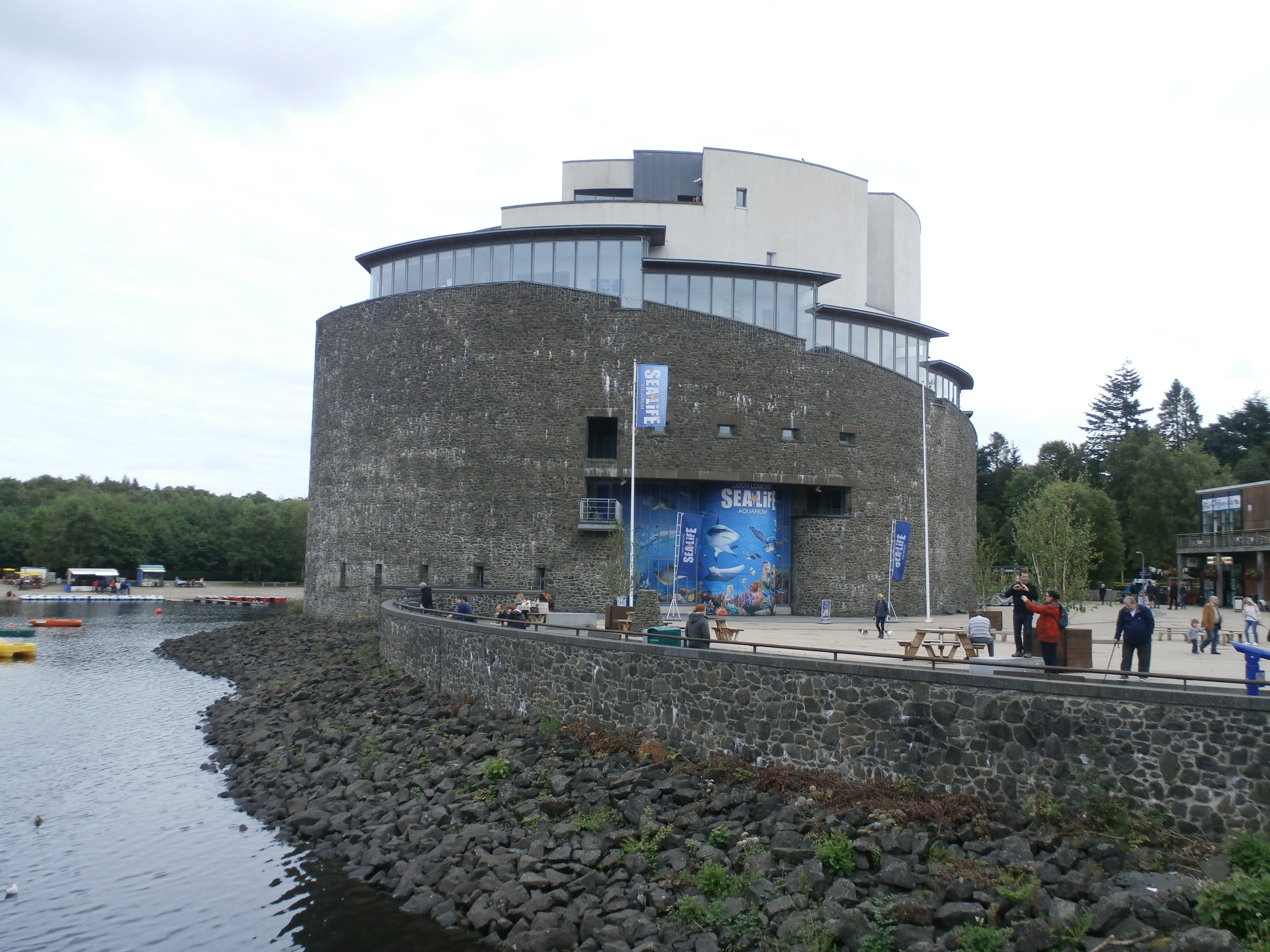
Loch Lomond
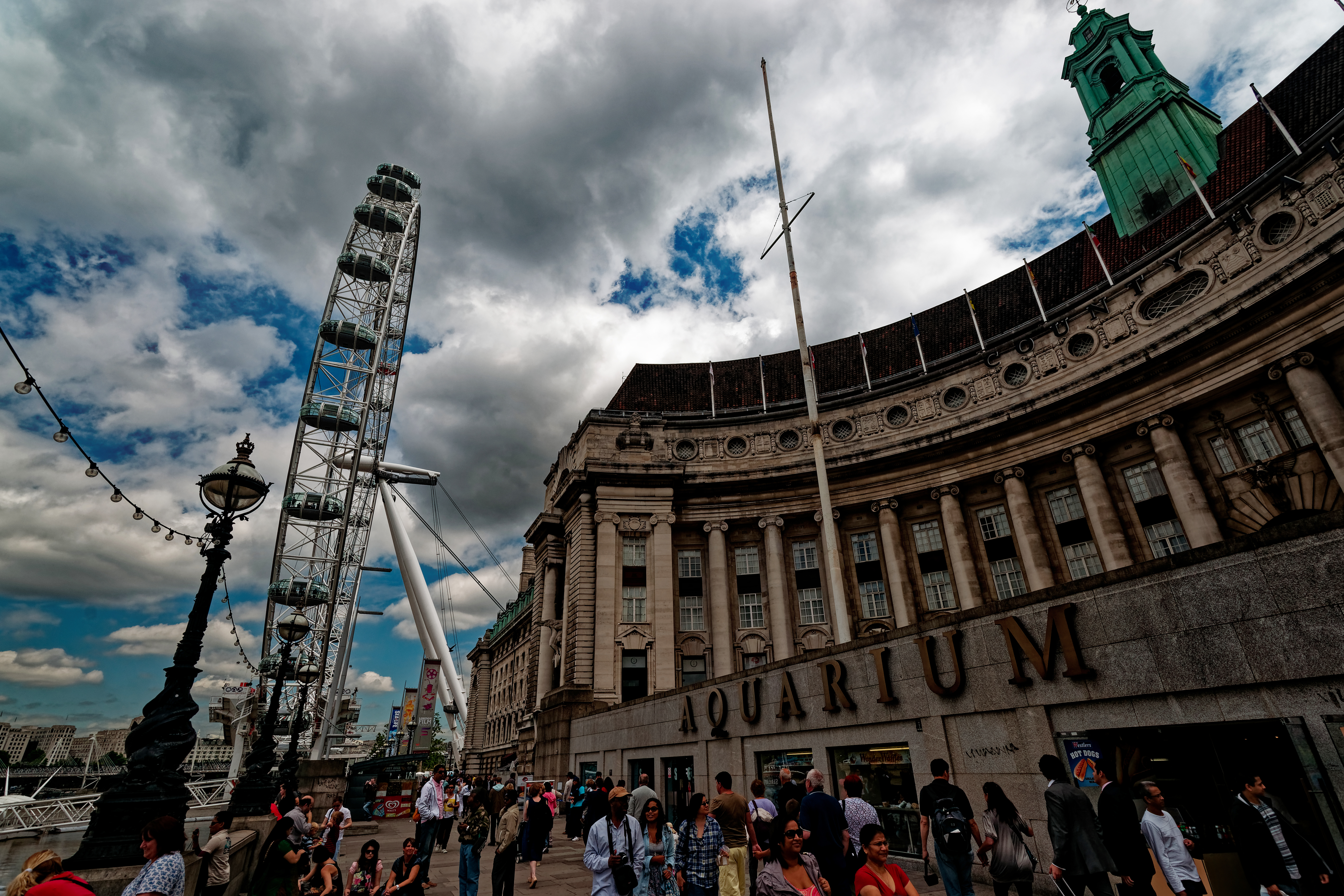
London
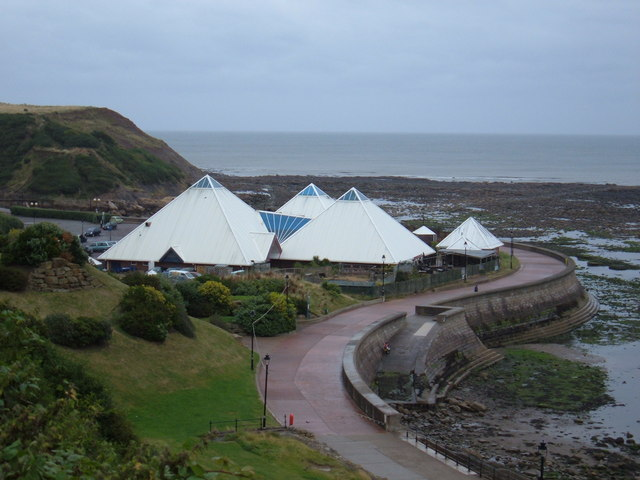
Sarborough
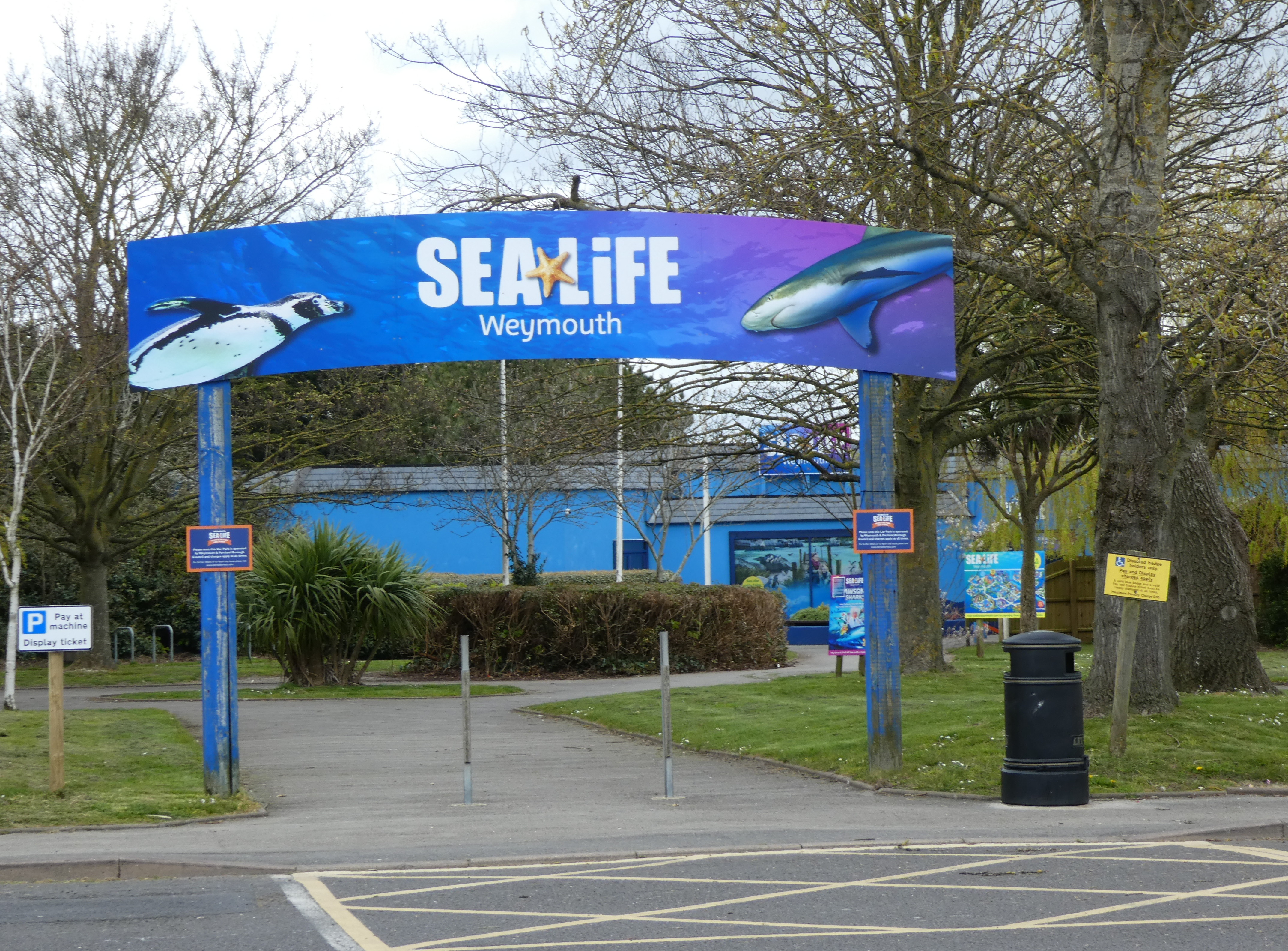
Weymouth

- Alton im Alton Towers Resort als Sharkbait Reef im Eintrittspreis vom Alton Towers Resort enthalten.
- Birmingham (National Sea Life Birmingham)
- Blackpool (Sea Life Blackpool)
- Brighton (Sea Life Brighton)
- Chessington im Freizeitpark 'Chessington World Of Adventures' (ehemals Nürnberg) – Eröffnung 2008, im Eintrittspreis von Chessington World of Adventures Resort enthalten.
- Great Yarmouth (Sea Life Great Yarmouth)
- Gweek (Cornish Sea Life Rettungsstation)
- Hunstanton (Sea Life Rettungsstation)
- Manchester – Eröffnung Frühling 2013
- Loch Lomond (Schottland) (Sea Life Loch Lomond)
- London (Sea Life London Aquarium)
- Scarborough (Scarborough Sea Life & Marine Sanctuary)
- Weymouth (Weymouth Sea Life Park & Marine Sanctuary)

### Weitere Standorte in Europa
Sea Life Centres in Belgien:
- Blankenberge

in Finnland:

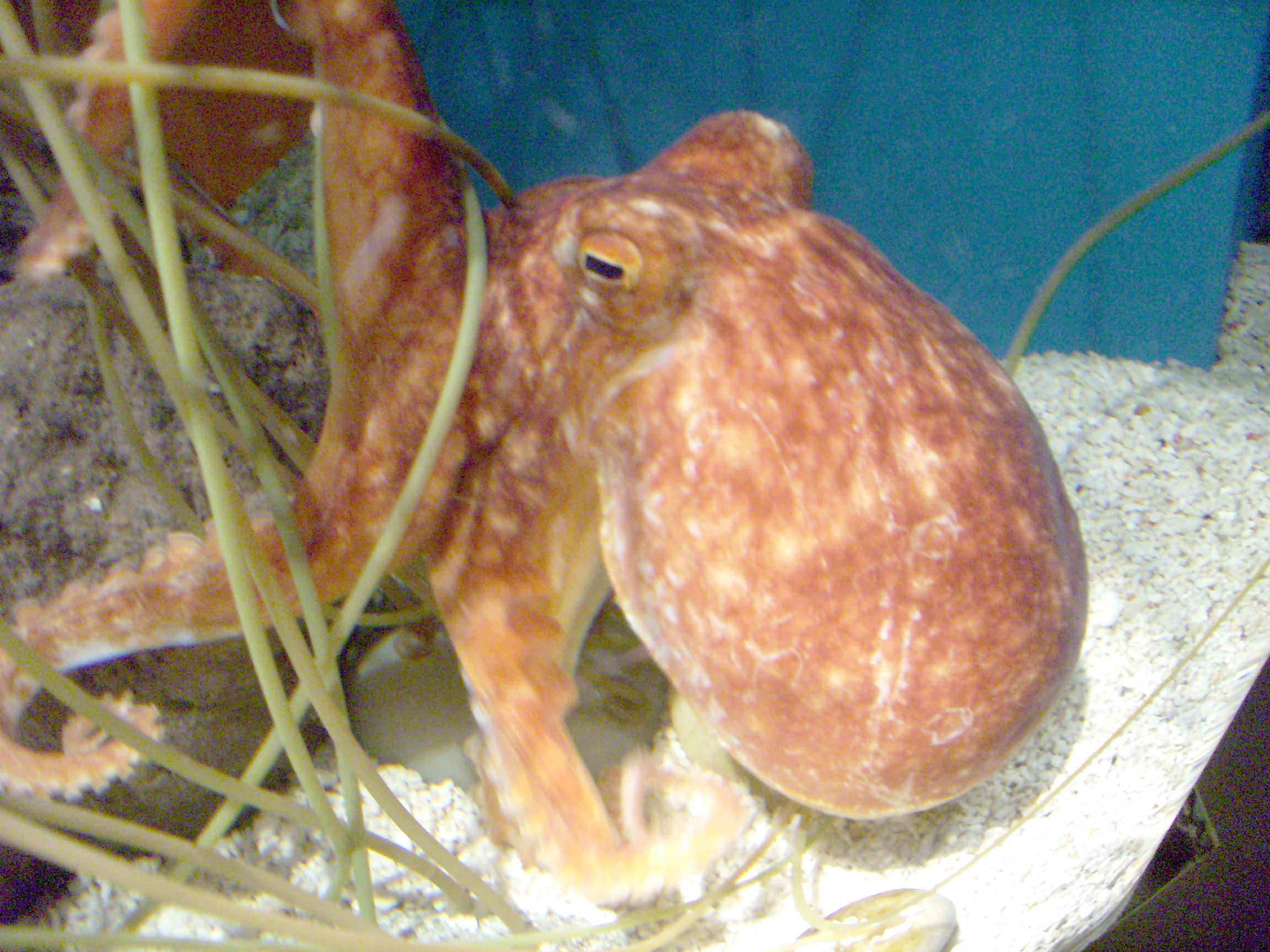
Oktopus im SeaLife in Helsinki

- Helsinki neben dem Linnanmäki-Vergnügungspark

in Frankreich:
- Paris (Aquarium Sea Life Paris) – Val d’Europe, Nähe Disneyland Paris

in den Niederlanden:
- Scheveningen (Sea Life Scheveningen)

in Spanien:
- Benalmádena (Sea Life Benalmádena)

in Dänemark:
- im Legoland Billund

in Italien:
- im Gardaland

in Portugal:
- Sea Life Porto – Eröffnung Juni 2009

### USA
Standorte in den Vereinigten Staaten von Amerika:
- in Auburn Hills
- in Bloomington (Minnesota) integriert in die Mall of America
- in Carlsbad integriert in das Legoland California aber separater Eintrittspreis – Eröffnung 2008
- in Concord
- in East Rutherford
- in Grapevine (Texas) integriert in die Grapevine Mills Mall
- in Kansas City (Missouri)
- im Legoland Florida Resort (ab Mai 2025)
- in Orlando (Florida) auf dem International Drive
- in Tempe (Arizona) integriert in die Arizona Mills Mall
- in San Antonio

### Asien
Standorte in Asien:
- in Nagoya, Japan
- in Busan, Südkorea
- in Bangkok, Thailand
- in Shanghai, China
- in Iskandar Puteri, Malaysia

### Australien und Neuseeland
Standorte in Australien und Neuseeland:
- das Kelly Tarlton’s Sea Life Aquarium in Auckland, Neuseeland
- in Sydney, Australien
- das Melbourne Aquarium in Melbourne, Australien
- in Sunshine Coast, Australien

## Ehemalige Standorte

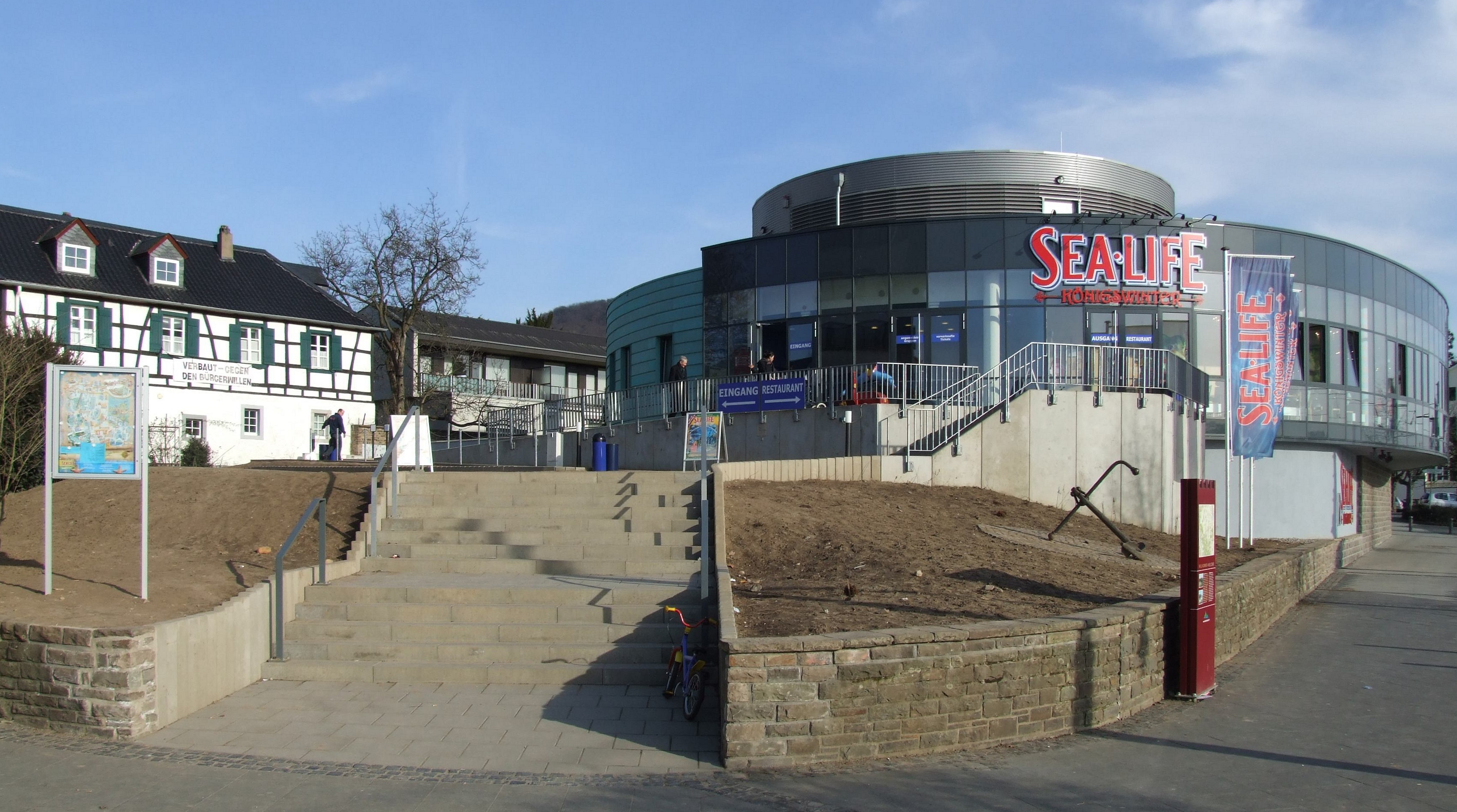
Sea Life Königswinter

| Marke                              | Standorte | Eröffnung                                                   | Aufgabe                                                               |
| ---------------------------------- | --- | ----------------------------------------------------------- | --------------------------------------------------------------------- |
| Sea Life                           | Berlin Cuxhaven Dortmund Dresden Königswinter Nürnberg Istanbul Hastings Rhyl St Andrews Weston-super-Mare Bray Jesolo Chongqing | 2004 2008 2002 2004 2005 2014 1989 1992 1995 1998 2011 2017 | 2024 2008 2004 2008 2022 2007 2025 2011 2001 1999 2001 2023 2022 2020 |
| Sea Life Abenteuer Park Oberhausen | Oberhausen | 2011                                                        | 2016                                                                  |
| Sea Life Sanctuary                 | Oban Manly | 1979 2010                                                   | 2018                                                                  |

## Nicht realisierte Standorte
| Standorte | Bemerkung |
| --------- | --- |
| Rom       | Das Sea Life Rom wurde nie eröffnet, weil finanzielle Probleme, rechtliche Streitigkeiten und neue Bauvorschriften den Fortschritt über Jahre hinweg verhinderten. |

## Zwischenfälle
Am 16. Dezember 2022 ereignete sich ein schwerwiegender Vorfall im Hotel Dom Aquarée in Berlin-Mitte, als das AquaDom, ein 14 Meter hohes zylindrisches Aquarium mit einem doppelstöckigen Aufzug, platzte. Dieses Ereignis entließ etwa eine Million Liter Wasser, was zum Tod von etwa 1.500 tropischen Fischen führte, wobei nur wenige gerettet werden konnten. Zwei Personen wurden verletzt gemeldet und die Feuerwehr sowie die Polizei waren im Großeinsatz. Berlins Innensenatorin Iris Spanger (SPD) nannte Materialermüdung als mögliche Ursache, wobei das Aquarium zuletzt im Sommer 2020 modernisiert wurde. Sea Life klärte, dass sie nicht der Eigentümer oder für die Wartung verantwortlich waren, und erklärte, dass Union Investment das AquaDom besaß und Sea Life nur die Vermarktung übernahm. Trotz dessen hatte der Vorfall einen tiefgreifenden Einfluss auf Sea Life Berlin. Die Verwechslung zwischen AquaDom und Sea Life führte zu einem erheblichen Rückgang der Besucherzahlen, was zu einer vorübergehenden Schließung bis zum 15. Mai 2023 führte. Letztlich kündigte Sea Life Berlin am 19. November 2024 seine dauerhafte Schließung an, wirksam ab dem 13. Dezember 2024, und nannte anhaltend niedrige Besucherzahlen als Grund.

## Kritik
Sea Life betont sein Engagement für Naturschutz und Bildung, etwa durch Zuchtprogramme und Meeresschutzinitiativen. Dennoch steht die Kette in der Kritik. Die Marine Conservation Society bezeichnete eine jährliche Sterblichkeitsrate von 30 % bei Meerestieren als „beunruhigend“, und Organisationen wie Freedom for Animals kritisierten die Haltung von Großsäugern wie Belugawalen sowie die Naturschutzansprüche von Sea Life. Diese Kontroversen haben Debatten über die Ethik der Tierhaltung in Aquarien und die Nachhaltigkeit der Geschäftsmodelle von Sea Life ausgelöst.
PETA kritisierte 2013 Sea Life Aquarien für unzureichende Bedingungen und behauptete, dass 4.000 Fische im Sea Life Hannover "vermisst" wurden.